# Hinar stelpurnar
Hinar stelpurnar è un singolo del rapper islandese Floni, pubblicato il 13 marzo 2020.

## Tracce
Testi di Friðrik Róbertsson, musiche di Friðrik Róbertsson, Arnar Ingi Ingason, Magnús Jóhann Ragnarsson e Unnstein Manuel Stefánsson.
1. Hinar stelpurnar – 3:05

## Formazione
- Floni – voce, programmazione, produzione
- Arnar Ingi Ingason – programmazione, produzione, missaggio
- Magnús Jóhann Ragnarsson – programmazione, sintetizzatore, produzione
- Unnstein Manuel Stefánsson – programmazione, produzione
- Glenn Schick – mastering

## Classifiche

### Classifiche settimanali
| Classifica (2020) | Posizione massima |
| ----------------- | ----------------- |
| Islanda           | 9                 |

### Classifiche di fine anno
| Classifica (2020) | Posizione |
| ----------------- | --------- |
| Islanda           | 96        |